# Rezsö Sugár
Rezsö Sugár   (Budapest, 9 d'octubre de 1919 - Budapest, 22 de setembre de 1988) va ser un compositor hongarès.
Va estudiar composició musical amb Z. Kodály a l'Acadèmia de Música Franz Liszt de 1937 a 1942. Va ser professor de composició de 1949 a 1968 a l'Escola Secundària de Música Béla Bartók, on va tenir entre els seus alumnes Ákos Rózmann, Maros Miklós, i a l'Acadèmia de Música de Franz Liszt de 1968 a 1979. Les seves composicions gravades inclouen els oratoris Hunyadi i Savonarola, el Quartet for Strings and Piano i la Partita for String Orchestra. Va ser guanyador del Premi Kossuth el 1954 i és el pare del compositor i director Miklós Sugár.